# Василь Аргир
Василь Аргир (*Βασίλειος Ἀργυρός бл. 970 — після 1028) — державний та військовий діяч Візантійської імперії.

## Життєпис
Походив з знатного роду Аргирів. Молодший син Євсьафія Аргира та внук Романа Аргира, через якого мав родинні стосунки з Македонською династією та родом Лакапінів. Народився близько 970 року. Розпочав кар'єру в провінційних тагамах. На початку 1000-х років призначається стратегом феми Самос.
У 1010 році його призначено катепаном Італії, де на той час повстав дукс Мелас. Також мав титул протоспафарія. Спочатку захопив Барі, потім завдав рішучої поразки Меласу, який втік до Німеччини. До 1011 року придушив рештки повстання. Перебував на посаді до 1017 року, коли був замінений Торнікієм.
У 1021 році призначається катепаном Васпуракану, який того ж року було з царства перетворено на візантійську фему. При цьому отримав титул патрикія. Але не зміг приборкати місцевих вірменських феодалів та захистити кордони феми від нападу Раввадідів. Тому у 1022 року позбавлено посади (замість нього катепаном стає Никифор Комнін).
1022 року призначено стратегом феми Фракії. Остання письмова згадка сягає 1023 року. Можливо був ще живий у 1028 році під час сходження на трон його брата Романа, але напевне помер до 1030 року.

## Родина
Дружина — Пульхерія
Діти:
- Василь Аргир (д/н—після 1057), архонт
- Костянтин Аргир (д/н—після 1057), стратег феми Самос
- Олена, дружина Баграта IV, царя Грузії
- донька, дружина Костянтина Діогена, архонта Сірмія